# Fogo Island
Fogo Island est une municipalité située sur Fogo à Terre-Neuve-et-Labrador (Canada). La municipalité a été créée en 2011 à la suite de la fusion entre les municipalités de Fogo, Joe Batt's Arm-Barr'd Islands-Shoal Bay, Seldom-Little Seldom, Tilting (en) et une partie de la région de Fogo Island.

## Climat
| Mois                                  | jan.      | fév.       | mars       | avril      | mai        | juin      | jui.      | août      | sep.    | oct.    | nov.       | déc.       | année           |
| ------------------------------------- | --------- | ---------- | ---------- | ---------- | ---------- | --------- | --------- | --------- | ------- | ------- | ---------- | ---------- | --------------- |
| Température minimale moyenne (°C)     | −8,8      | −10,3      | −6,7       | −2         | 1,6        | 5,5       | 10,3      | 12,1      | 8,9     | 4,6     | −0,1       | −4,2       | 0,9             |
| Température moyenne (°C)              | −5,9      | −6,9       | −3,5       | 0,8        | 5,4        | 9,9       | 14,6      | 15,8      | 12,1    | 7,1     | 2,2        | −1,8       | 4,2             |
| Température maximale moyenne (°C)     | −3        | −3,3       | −0,2       | 3,6        | 9,2        | 14,3      | 18,9      | 19,5      | 15,3    | 9,5     | 4,4        | 0,6        | 7,4             |
| Record de froid (°C) date du record   | −24 1991  | −30,6 1923 | −26,5 1986 | −16,5 1994 | −12,2 1918 | −6,7 1918 | −1,7 1974 | 0 1929    | 0 1921  | −7 1993 | −13,3 1921 | −22,8 1972 | −30,6 10/2/1880 |
| Record de chaleur (°C) date du record | 15,5 1986 | 12,5 1981  | 18 1979    | 24 1986    | 27 1999    | 29,5 2003 | 31,5 1983 | 30,6 1876 | 28 2001 | 25 1874 | 18,3 1976  | 15,6 1921  | 31,5 5~6/7/1983 |
| Précipitations (mm)                   | 104,5     | 104,2      | 99,9       | 86,4       | 78,7       | 82,3      | 91        | 102,4     | 111,8   | 116,9   | 101,5      | 107,3      | 1 187           |
| dont neige (cm)                       | 87,1      | 82,4       | 66,5       | 31,4       | 3,7        | 1,7       | 0         | 0         | 0       | 2,7     | 16         | 58,4       | 349,9           |
| Nombre de jours avec précipitations   | 17,2      | 15,9       | 15,8       | 15,4       | 15,7       | 15,3      | 16,5      | 13,5      | 14,4    | 18,6    | 15,8       | 17,3       | 191,3           |
| Nombre de jours avec neige            | 15,3      | 12,8       | 11,3       | 6,9        | 0,93       | 0,15      | 0         | 0         | 0       | 0,5     | 3,3        | 9,9        | 61,1            |

| Diagramme climatique                                  |                |              |           |            |             |            |               |              |             |              |              |
| J                                                     | F              | M            | A         | M          | J           | J          | A             | S            | O           | N            | D            |
| −3−8,8104,5                                           | −3,3−10,3104,2 | −0,2−6,799,9 | 3,6−286,4 | 9,21,678,7 | 14,35,582,3 | 18,910,391 | 19,512,1102,4 | 15,38,9111,8 | 9,54,6116,9 | 4,4−0,1101,5 | 0,6−4,2107,3 |
| Moyennes : • Temp. maxi et mini °C • Précipitation mm |                |              |           |            |             |            |               |              |             |              |              |